# Green Wing
Green Wing é uma série de televisão britânica de comédia, ambientada num hospital. Foi criada pela mesma equipa da série de sketch Smack the Pony. Tem duas temporadas, num total de 18 episódios de cerca de 60 minutos cada. A primeira temporada, de nove episódios, foi emitida originalmente pelo Channel 4 às sextas à noite entre 3 de Setembro e 29 de Outubro de 2004. Em Portugal era transmitido pela SIC Comédia.